# Наркомедузи
Наркомедузи — ряд гідроїдних з підкласу трахиліни. Характеризуються відсутністю або сильною редукцією та спеціалізацією поліпової стадії в життєвому циклі.
Медузоїдна стадія має лінзоподібний купол, що по краях значно тонший, ніж посередині, щупальця підходять до купола вище краю; щупальцеві потовщення відсутні, край купола звичайно з лопатями, рот великий, але не формує справжнього манубріуму, радіальні канали відсутні. Статоцисти практично завжди зовнішні, змішаного екто-ентодермального походження.
Деякі дуже спеціалізовані форми (родина Tetraplatidae) без купола, червоподібні, з чотирма плавальними лопатями.
Стенотелі для представників ряду нехарактерні. За способом життя — переважно нектонні форми відкритого моря та великих глибин.
Всього в ряді 4 родини та приблизно 45 видів.
Раніше до складу ряду наркомедузи відносили також поліподіума; але в останні роки ця точка зору визнана хибною, оскільки навіть належність цього виду до кнідарій викликає питання.